# Jasnenskij rajon
Lo Jasnenskij rajon (in russo Ясненский район?) è un rajon dell'Oblast' di Orenburg, nella Russia europea. Istituito nel 1979, il capoluogo è Jasnyj.